# Cambio climático en Guatemala

Predicción de Köppen para 2071-2100.

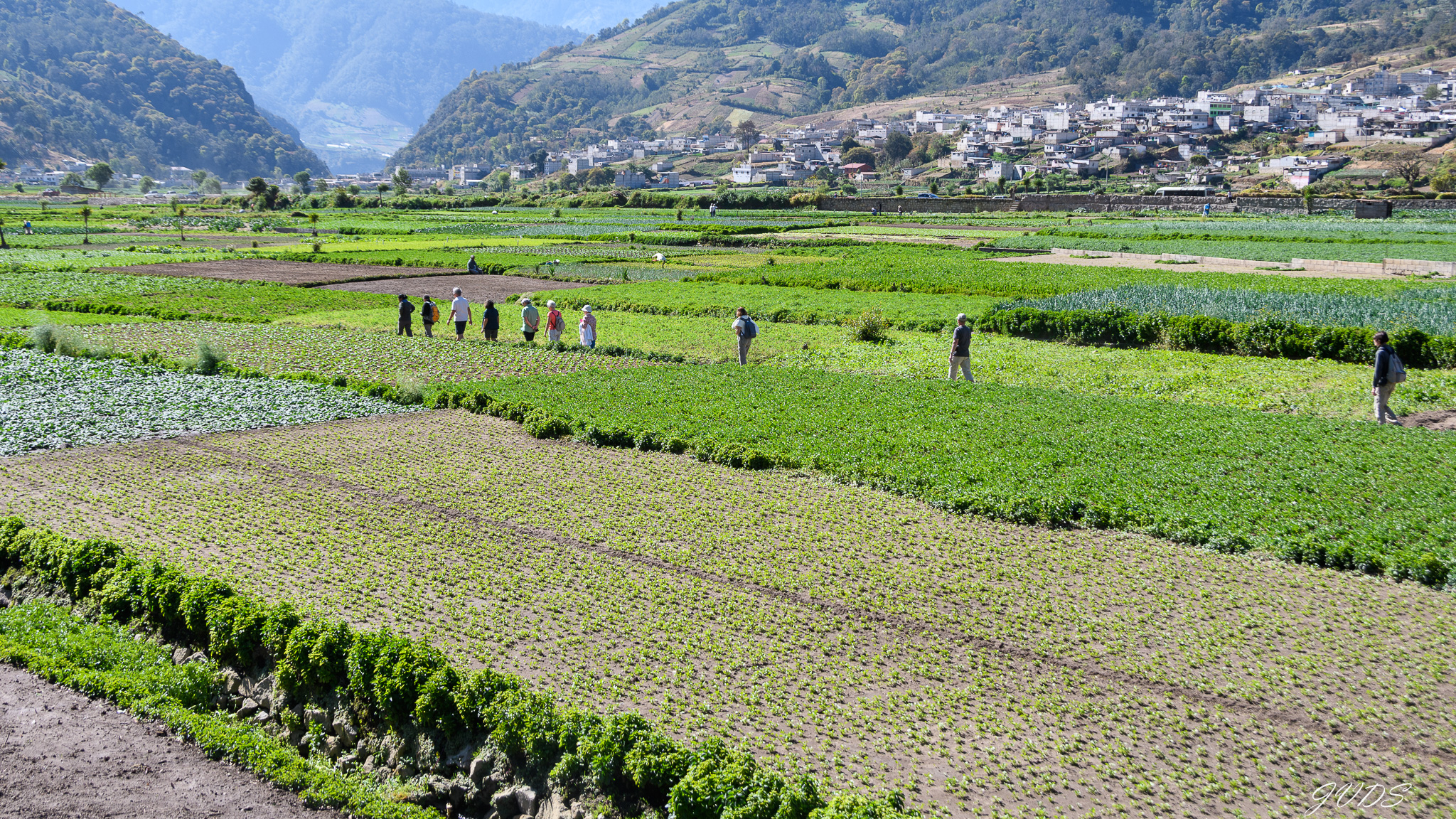
Aproximadamente la mitad de la fuerza laboral de Guatemala está en el sector agroindustrial, siendo un sector vulnerable debido cambio climático.

Guatemala es considerada una de las 10 naciones más vulnerables a los efectos del cambio climático según la Agencia de los Estados Unidos para el Desarrollo Internacional. En 2010, Guatemala ocupó el segundo lugar en el mundo en el Índice Global de Riesgo Climático, que indica el nivel de exposición y vulnerabilidad a eventos extremos.
Tanto la producción agrícola comercial como la agricultura de subsistencia han disminuido y, por lo tanto, a los agricultores de subsistencia les resulta más difícil encontrar trabajo como jornaleros cuando sus propias cosechas no dan fruto. Alrededor de 300,000 agricultores de subsistencia informaron pérdida de cultivos debido a la sequía en 2018.
Aproximadamente la mitad de la fuerza laboral de Guatemala está en el sector agroindustrial. Los bajos rendimientos de los cultivos debido al cambio climático se han identificado como un factor en la migración de algunos guatemaltecos a los Estados Unidos.

## Patrones climáticos erráticos y pérdida de cultivos
Un informe del Sistema de Ciencias del Cambio Climático de Guatemala en 2019 indicó que la temporada de lluvias está comenzando más tarde como resultado del cambio climático, poniendo a los agricultores de subsistencia y a los pueblos indígenas en comunidades pobres en riesgo de escasez de alimentos como resultado de las malas cosechas.
Los agricultores guatemaltecos han experimentado en los últimos años eventos climáticos extremos como huracanes, así como patrones climáticos erráticos con picos y caídas de temperatura, lluvias torrenciales, sequías y heladas inesperadas. Un cultivo afectado ha sido la papa, que sufre por plagas como hongos.
El problema de hambruna y seguridad alimentarias ha aumentado, especialmente en el “corredor seco" de Guatemala (una área que se extiende en los departamentos de Izabal y Baja Verapaz en el norte y Santa Rosa y Jutiapa en el del sur).

## Impacto en la naturaleza
La población de la hormiga cortadora de hojas aladas gigante comestible de Guatemala está disminuyendo. "Los zompopos de Guatemala comúnmente llamados zompopos de mayo u hormigas amarillas de mayo son ahora los zompopos de junio", según el Dr. Edwin Castellanos, de la Universidad del Valle de Guatemala.

## Emisiones de gases de efecto invernadero
"Guatemala emitió 40 millones de toneladas métricas (MtCO2e) de gases de efecto invernadero en 2011, y el cambio en el uso de la tierra y el sector forestal contribuyeron con un 40 por ciento a las emisiones totales. Las emisiones de gases de efecto invernadero crecieron un 38 por ciento entre 1990 y 2011 con una contribución significativa de los sectores de cambio de uso del suelo y silvicultura, energía y agricultura".

## Adaptación y asistencia exterior
La ayuda humanitaria de los Estados Unidos para proyectos relacionados con el clima y la agricultura se ha centrado en ayudar a los agricultores a adaptarse para que puedan permanecer en sus tierras con la finalidad que estas personas eviten salir de su país en busca de ayuda. El apoyo de USAID a Guatemala ha incluido el desarrollo de "sistemas de alerta temprana para inundaciones e incendios, así como la promoción de la conservación del suelo y las cuencas hidrográficas, la recolección de agua de lluvia y otras prácticas adaptativas". Según la GAO, el mandato de los estudios para determinar el impacto de estos programas en la migración ha sido rescindido. Se ha propuesto una tercera ronda de recortes a la ayuda estadounidense para el año fiscal 2020.  
No obstante las ONG con sede en EE. UU. que han participado activamente en proyectos relacionados con el clima en los sectores forestal y agrícola han experimentado recortes de fondos bajo la Administración Trump.
Guatemala se ha unido al V20, un grupo de 48 economías en desarrollo que trabajan junto con bancos de desarrollo para lograr la resiliencia climática y el 100% de energía renovable.

## Impacto en la inmigración
En 2019, el condado de Palm Beach, Florida, experimentó un aumento de inmigrantes guatemaltecos del "corredor seco", buscando escapar del hambre causada por períodos de sequía seguidos de lluvias torrenciales que habían afectado sus cultivos.